# ナガ駅
ナガ駅は南カマリネス州ナガにあるフィリピン国鉄南方本線の鉄道駅。
ビコル地方における南方本線の中心的な駅であり、ビコールコミューターやビコール急行のメインターミナルであり、イサログ特急の終点駅にもなっている。南ルソン地域で最大の駅でもあり、南ルソン全体を管轄担当するPNRビコル地方事務所も入居している。
南方本線は台風などの影響による運休も多く、レガスピ駅行きの列車も運休していたが、2015年に運行が復活した。マニラ-ナガ間もコロナ対策での医療資材の貨物利用も検討され2020年に試運転が行われている。

## 歴史
1920年4月1日に南カマリネス州ラガイからアルバイ州レガスピ、タバコ市までを結ぶレガスピ地域線の駅として開業した。
1938年にルソンと路線がつながり、南方本線の一部となった。

## ギャラリー

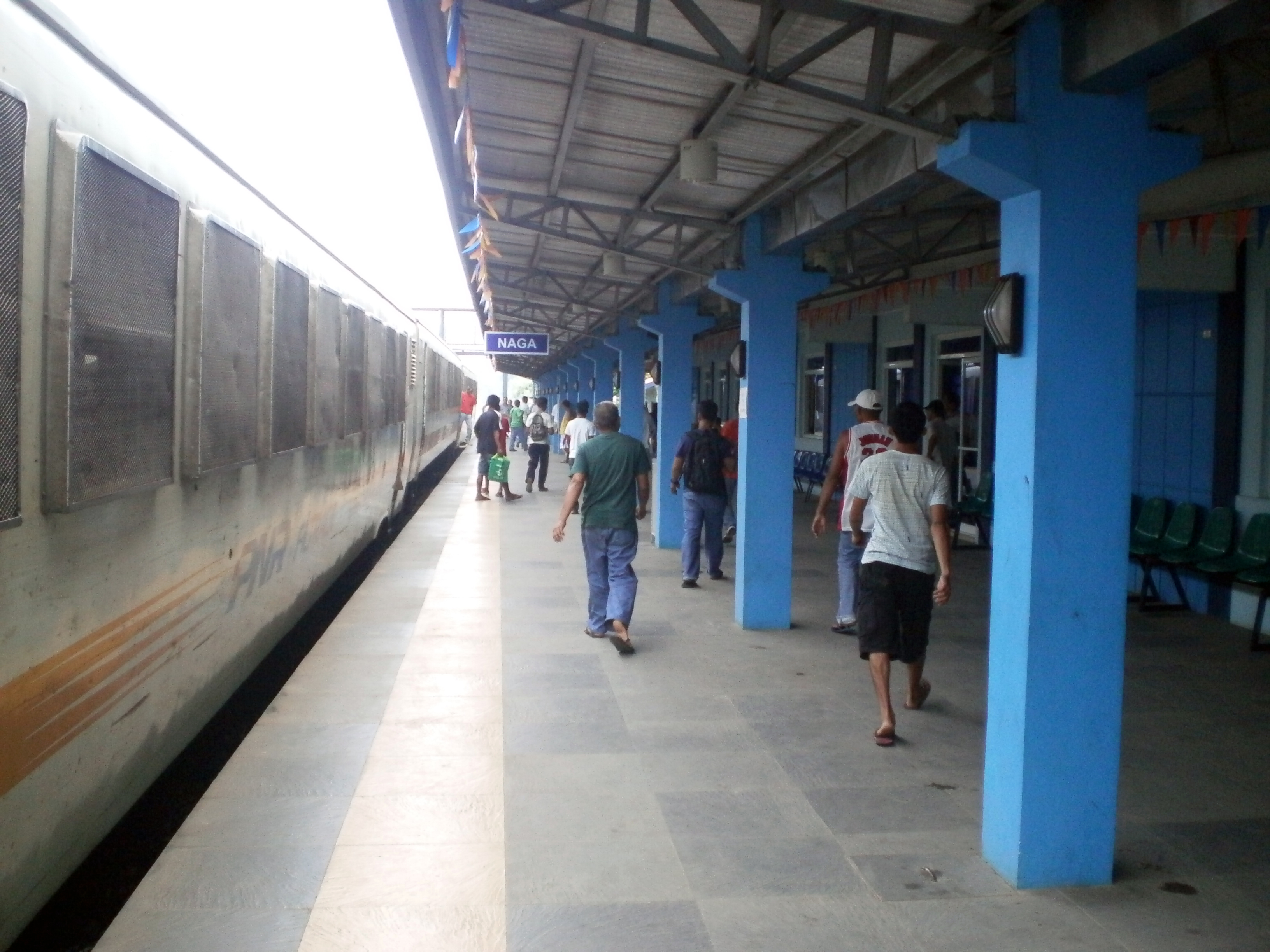
ホーム
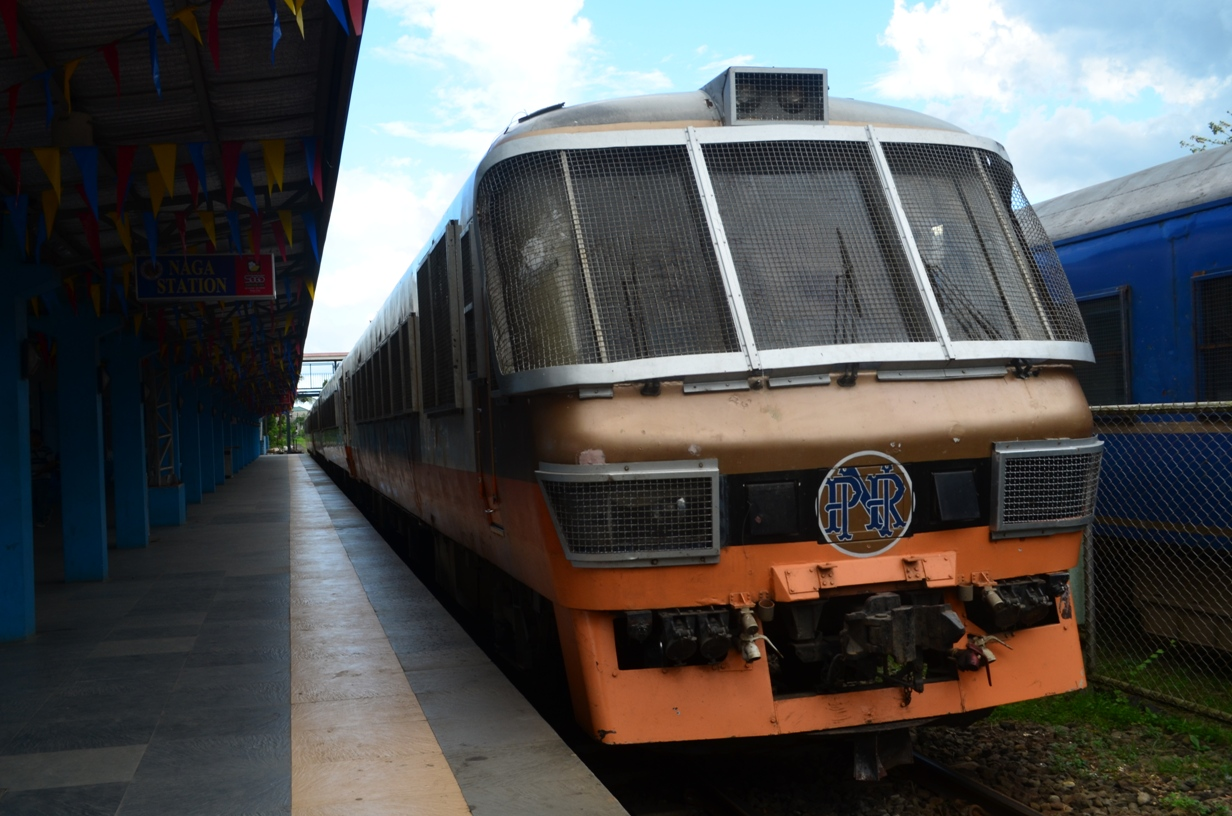
ナガ駅に停車するキハ59

## 註釈
1. ↑  “PNR starts train runs from Naga to Legazpi”. inquirer.net (2015年9月25日). 2020年6月20日閲覧。
2. ↑  “PNR puts train on trial run for COVID-19 cargo transport”. inquirer.net (2020年4月23日). 2020年6月20日閲覧。